# Spiracantha cornifolia
 Spiracantha cornifolia  Kunth, 1818  è una specie di pianta angiosperma dicotiledone della famiglia delle Asteraceae.  Spiracantha cornifolia è anche l'unica specie del genere  Spiracantha  Kunth, 1818 .

## Etimologia
Il nome scientifico della specie è stato definito per la prima volta dal botanico Karl Sigismund Kunth (1788-1850) nella pubblicazione " Nova Genera et Species Plantarum" ( Nov. Gen. Sp. [H.B.K.] 4(14): 29, t. 313 (ed. fol.)) del 1818. Il nome scientifico del genere è stato definito per la prima volta nella stessa pubblicazione.

## Descrizione
L'habitus di queste piante è di tipo piccolo-erboso perenne. La pubescenza è formata da peli semplici. Gli organi interni di queste piante contengono lattoni sesquiterpenici (ma non dilattoni).
Le foglie lungo il caule sono disposte sia in modo alternato. La forma della lamina è intera e varia da ellittica a lanceolata. I margini sono interi. Le venature della pagina fogliare sono di tipo pennato. La pubescenza nella parte inferiore può essere tomentosa.
Le infiorescenza, peduncolate, sono composte da capolini in globosi glomeruli sottesi da 3 - 4 brattee fogliose subinvolucrali. I capolini sono composti da un involucro formato da circa 6 brattee embricate che fanno da protezione al ricettacolo sul quale s'inseriscono i fiori tubulosi. Le brattee, subuguali, sono piuttosto persistenti; hanno gli apici aristati. Il ricettacolo è privo di pagliette (ossia è nudo).
I fiori, uno per capolino, sono tetra-ciclici (ossia sono presenti 4 verticilli: calice – corolla – androceo – gineceo) e pentameri (ogni verticillo ha in genere 5 elementi). I fiori sono inoltre ermafroditi e actinomorfi (raramente possono essere zigomorfi).
- Formula fiorale:

*/x K {\displaystyle \infty }, [C (5), A (5)], G 2 (infero), achenio
- Calice: i sepali del calice sono ridotti ad una coroncina di squame.
- Corolla: le corolle sono formate da un tubo terminante in 4 - 5 lobi; il colore è più o meno lavanda; la superficie è poco pubescente; i lobi sono sclerificati esternamente/distalmente.
- Androceo: gli stami sono 5 con filamenti liberi e distinti, mentre le antere sono saldate in un manicotto (o tubo) circondante lo stilo.[11] Le antere, sagittate, alla base sono ottuse. Le appendici delle antere sono glabre. Il polline è triporato (con tre aperture di tipo isodiametrica o poro), è echinato (con punte) e anche  "lophato" (la parte più esterna dell'esina è sollevata a forma di creste e depressioni).[12]
- Gineceo: lo stilo è filiforme e privo di nodi. Gli stigmi dello stilo sono due divergenti e smussati con la superficie stigmatica posizionata internamente (vicino alla base). La pubescenza è del tipo a spazzola con peli appuntiti.[13] L'ovario è infero uniloculare formato da 2 carpelli.

I frutti sono degli acheni con pappo. Gli acheni, fusiformi e con 5 - 6 deboli venature (non sono bicornuti), hanno la superficie ghiandolosa (setolosa di sopra). All'interno si può trovare del tessuto di tipo idioblasto e minuti rafidi (o possono mancare); non è presente il tessuto tipo fitomelanina. Il pappo è formato da brevi setole.

## Biologia
- Impollinazione: l'impollinazione avviene tramite insetti (impollinazione entomogama tramite farfalle diurne e notturne).
- Riproduzione: la fecondazione avviene fondamentalmente tramite l'impollinazione dei fiori (vedi sopra).
- Dispersione: i semi (gli acheni) cadendo a terra sono successivamente dispersi soprattutto da insetti tipo formiche (disseminazione mirmecoria). In questo tipo di piante avviene anche un altro tipo di dispersione: zoocoria. Infatti gli uncini delle brattee dell'involucro si agganciano ai peli degli animali di passaggio disperdendo così anche su lunghe distanze i semi della pianta.

## Distribuzione e habitat
Le piante di questo gruppo sono distribuite in America Centrale e nel nord del Sud America.

## Tassonomia
La famiglia di appartenenza di questa voce (Asteraceae o Compositae, nomen conservandum) probabilmente originaria del Sud America, è la più numerosa del mondo vegetale, comprende oltre 23.000 specie distribuite su 1.535 generi, oppure 22.750 specie e 1.530 generi secondo altre fonti (una delle checklist più aggiornata elenca fino a 1.679 generi). La famiglia attualmente (2021) è divisa in 16 sottofamiglie.

### Filogenesi
Le piante di questo gruppo appartengono alla sottotribù Rolandrinae descritta all'interno della tribù Vernonieae Cass. della sottofamiglia Vernonioideae Lindl.. Questa classificazione è stata ottenuta ultimamente con le analisi del DNA delle varie specie del gruppo. Da un punto di vista filogenetico in base alle ultime analisi sul DNA la tribù Vernonieae è risultata divisa in due grandi cladi: Muovo Mondo e Vecchio Mondo. I generi di Rolandrinae appartengono al clade relativo all'America.
La sottotribù, e quindi i suoi generi, si distingue per i seguenti caratteri:
- i capolini hanno un solo fiore;
- il pappo è formato da una corta coroncina o da brevi scaglie;
- il polline è "lophato";
- la corolla ha 4 -5 lobi ma non è zigomorfa;
- nelle specie di questo gruppo i "dilattoni" sono mancanti.

In precedenza la tribù Vernonieae, e quindi la sottotribù di questo genere (Rolandrinae), era descritta all'interno della sottofamiglia Cichorioideae. Alle analisi del DNA la sottotribù è vicina alle sottotribù Lepidaploinae e Elephantopinae. Da un punto di vista morfologico i due generi della sottotribù Rolandrinae sono vicini ai generi della sottotribù Elephantopinae, ma differiscono per i capolini con fiore singolo, le corolle piccole e regolari con
punte dei lobi sclerificate e per le basi delle antere speronate e di lunghezza normale.
I caratteri distintivi per le specie di questo genere ( Spiracantha ) sono:
- le piante hanno un habitus erbaceo;
- le infiorescenze sono formate da raggruppamenti globosi di capolini peduncolati sottese da fogliose brattee;
- le brattee dell'involucro sono circa 6;
- i lobi delle corolle, 4 o 5, sono ricoperti da scarsi peli;
- gli acheni hanno 5 - 6 venature longitudinali;
- il pappo è formato da poche setole.

Il numero cromosomico delle specie di questo genere è: 2n = 16.

### Sinonimi
Sono elencati alcuni sinonimi per questa entità:
- Acosta rolandrae DC.
- Spiracantha denticulata Ernst